# Shut Up 'n Play Yer Guitar
Shut Up 'n Play Yer Guitar är ett trippelalbum av Frank Zappa från 1981, och innehåller gitarrsolon spelade av Zappa på konserter mellan februari 1977 och december 1980 (med Canard du Jour som undantag som är en studioinspelning från 1973). Albumet består av tre diskar vid namn Shut Up 'n Play Yer Guitar, Shut Up 'n Play Yer Guitar Some More och Return of the Son of Shut Up 'n Play Yer Guitar.
Albumet är helt instrumentalt och innehåller både självständiga gitarrkompositioner samt solon som extraherats från livetagningar av låtar, bland annat Easy Meat, The Illinois Enema Bandit och City of Tiny Lites med flera.
Några av solona finns i boken The Frank Zappa Guitar Book.

## Låtlista
Alla låtar av Frank Zappa förutom Canard Du Jour, vilket är en improvisation mellan Zappa och Jean-Luc Ponty.

### Disk 1 (Shut Up 'n Play Yer Guitar)
1. "five-five-FIVE" – 2:35
2. "Hog Heaven" – 2:46
3. "Shut Up 'n Play Yer Guitar" – 5:35
4. "While You Were Out" – 6:09
5. "Treacherous Cretins" – 5:29
6. "Heavy Duty Judy" – 4:39
7. "Soup 'n Old Clothes" – 7:53

### Disk 2 (Shut Up 'n Play Yer Guitar Some More)
1. "Variations on the Carlos Santana Secret Chord Progression" – 3:56
2. "Gee, I Like Your Pants" – 2:32
3. "Canarsie" – 6:06
4. "Ship Ahoy" – 5:26
5. "The Deathless Horsie" – 6:18
6. "Shut Up 'n Play Yer Guitar Some More" – 6:52
7. "Pink Napkins" – 4:41

### Disk 3 (Return of the Son of Shut Up 'n Play Yer Guitar)
1. "Beat It With Your Fist" – 1:39
2. "Return of the Son of Shut Up 'n Play Yer Guitar" – 8:45
3. "Pinocchio's Furniture" – 2:04
4. "Why Johnny Can't Read" – 4:04
5. "Stucco Homes" – 8:56
6. "Canard Du Jour" – 10:12